# Gunter Demnig

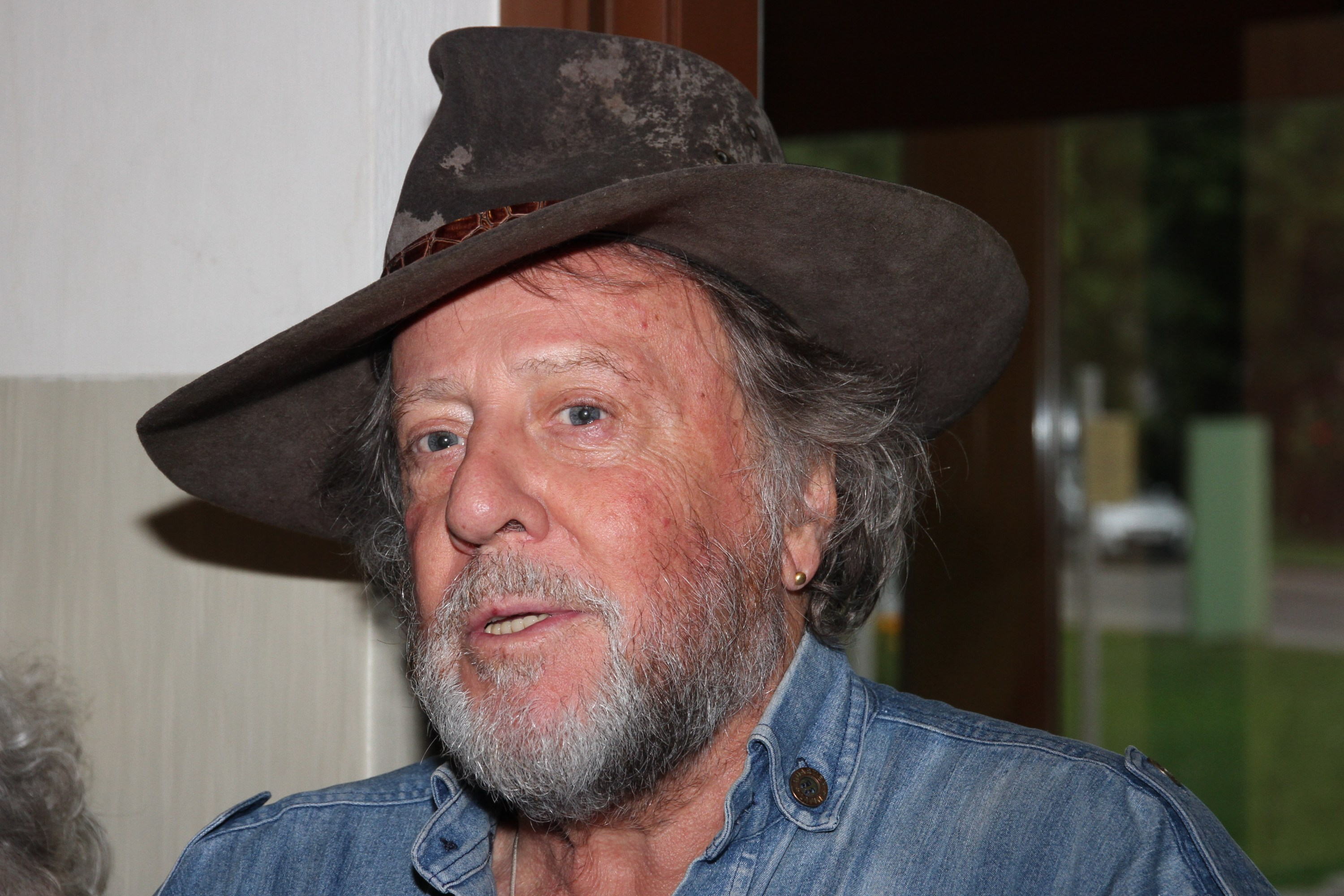
Gunter Demnig (2018)

Gunter Demnig (nacido en Berlín el 27 de octubre de 1947) es un artista alemán conocido por su proyecto "Stolpersteine" (piedras-obstáculo, en alemán) como un homenaje a las víctimas de la persecución nazi en Alemania.

## Biografía
Gunter Demnig nació en Berlín, donde también creció. Completó su educación secundaria en 1967. Pronto comenzó a estudiar "la educación creativa" en la Universidad de Artes de Berlín. A partir de 1969-1970 estudió diseño industrial y en 1971 se trasladó a la Kunsthochschule Kassel, donde continuó "la educación creativa". Entre 1977 y 1979, se dedicó a la planificación de la construcción y del mantenimiento de los monumentos históricos.
En 1985 abrió su primer estudio en Colonia, donde  contribuyó a varios proyectos locales.
Su obra más conocida es el proyecto Stolpersteine. Estas piedras son pequeños bloques de bronce incrustadas en la calle en las proximidades de los edificios donde vivían o trabajaban las víctimas de los nazis. Las primeras piedras en Austria fueron instalados por invitación del Andreas Maislinger, fundador de Servicio Austriaco en el Extranjero. Hasta la fecha hay más de 50.000 (enero de 2016) piedras en toda Europa, uno de los mayores proyectos de conmemoración en el mundo.